# Bistričica
Bistričica – wieś w Słowenii, w gminie Kamnik. W 2018 roku liczyła 287 mieszkańców.